# Selfish Machines
Selfish Machines è il secondo album studio della band post-hardcore Pierce the Veil distribuito sotto l'etichetta Equal Vision Records il 21 giugno 2010.
Il 1º ottobre 2010 è uscito il video della canzone Caraphernelia pubblicato per promuovere singolo e album. Il 5 luglio 2011 è uscito il secondo video della canzone Bulletproof Love.
La traccia bonus per l'edizione deluxe di iTunes She Makes Dirty Words Sound Pretty è una canzone registrata nel 2007 da Vic Fuentes e Jonny Craig ma mai pubblicata, nonostante qualche volte fosse stata suonata live. È stata distribuita un'altra edizione deluxe contenente altre due tracce extra e il DVD bonus "The making of".

## Tracce
1. Besitos – 4:22
2. Southern Constellations – 1:05
3. The Boy Who Could Fly – 4:18
4. Caraphernelia (feat. Jeremy McKinnon) – 4:28
5. Fast Times at Clairemont High – 4:01
6. The New National Anthem – 4:00
7. Bulletproof Love – 3:57
8. Stay Away from My Friends – 4:41
9. I Don't Care If You're Contagious – 3:24
10. Disasterology – 3:26
11. Million Dollar Houses (The Painter) – 4:01
12. The Sky Under the Sea – 4:36

iTunes Deluxe Edition Bonus Track
1. She Makes Dirty Words Sound Pretty (feat. Jonny Craig) – 3:51

## Formazione
Pierce the Veil
- Mike Fuentes – batteria
- Vic Fuentes – chitarra e voce principale
- Jaime Preciado – basso e voce secondaria
- Tony Perry – chitarra

Altri musicisti
- Mike Green – chitarre aggiuntive
- Vanessa Harris – voce aggiuntiva (tracce 1 e 9)

Produzione
- Mike Green – produzione, missaggio, ingegneria del suono
- Vic Fuentes – produzione, missaggio
- Alan Douches – mastering
- Vanessa Harris – assistente all'ingegneria del suono
- Kyle Black – ingegneria del suono, editing
- Will McCoy – assistente all'ingegneria del suono
- Phill Mamula – direzione artistica, fotografie
- Kyle Crawford – logo
- Tom Denney – compositore
- Dave Yaden – compositore
- Francesca Caldara – A&R